# Колосов, Сергей Дмитриевич
Серге́й Дми́триевич Ко́лосов (1904—1975) — основатель корабельного и судового газотурбостроения в СССР, первый главный конструктор ГП НПКГ «Заря-Машпроект».

## Биография
Родился в деревне Ручьеваха, Тверской губернии в многодетной крестьянской семье.
После обучения в церковно-приходской школе поступил в Ржевский педагогический техникум, который окончил в 1922 году.
В 1927 году, после демобилизации из армии, поступил в Московское высшее техническое училище имени Н. Э. Баумана.
В 1930 году успешно окончил учёбу (уже в МАИ, после основания последнего на основе факультета МВТУ и ЛПИ в том же 1930 г.) и начал работать в авиационной промышленности, занимаясь разработкой и созданием новых авиационных двигателей.
В 1941—1945 годах работал главным конструктором моторостроительного завода в Казани. За вклад в обеспечение авиации современными двигателями награждён орденами, присвоено звание заслуженного деятеля науки и техники Татарской АССР (22.05.1945).
В 1948 году бюро Колосова получило правительственное задание на разработку турбовинтового двигателя. Параллельно эту задачу решало конструкторское бюро под руководством главного конструктора Н. Д. Кузнецова. Тогда двигатель Кузнецова был принят к производству, а турбовинтовой двигатель конструкции Колосова остался без применения.
В августе 1950 года вышло постановление Совета Министров СССР о создании первого в стране корабельного газотурбинного двигателя путём модификации авиационного турбовинтового двигателя конструкции Колосова. Приспособленному к морским условиям двигателю присвоили индекс М-1 (Морской-1).
В 1954 году на ЮТЗ создали конструкторское бюро, главным конструктором которого назначили Колосова, где он и трудился по 1963 г.
Умер 23 января 1975 года в Казани.

## Награды
В 1965 году группе специалистов во главе с Сергеем Колосовым за создание судовых энергетических установок присуждена Ленинская премия, а в 1966 году С. Д. Колосов был награждён орденом Ленина.